# Frontera entre Bélgica y Francia
La frontera franco-belga es el límite que separa Francia y Bélgica. De una longitud de 620 km, es la  segunda frontera terrestre más larga de la Francia metropolitana.

## Características

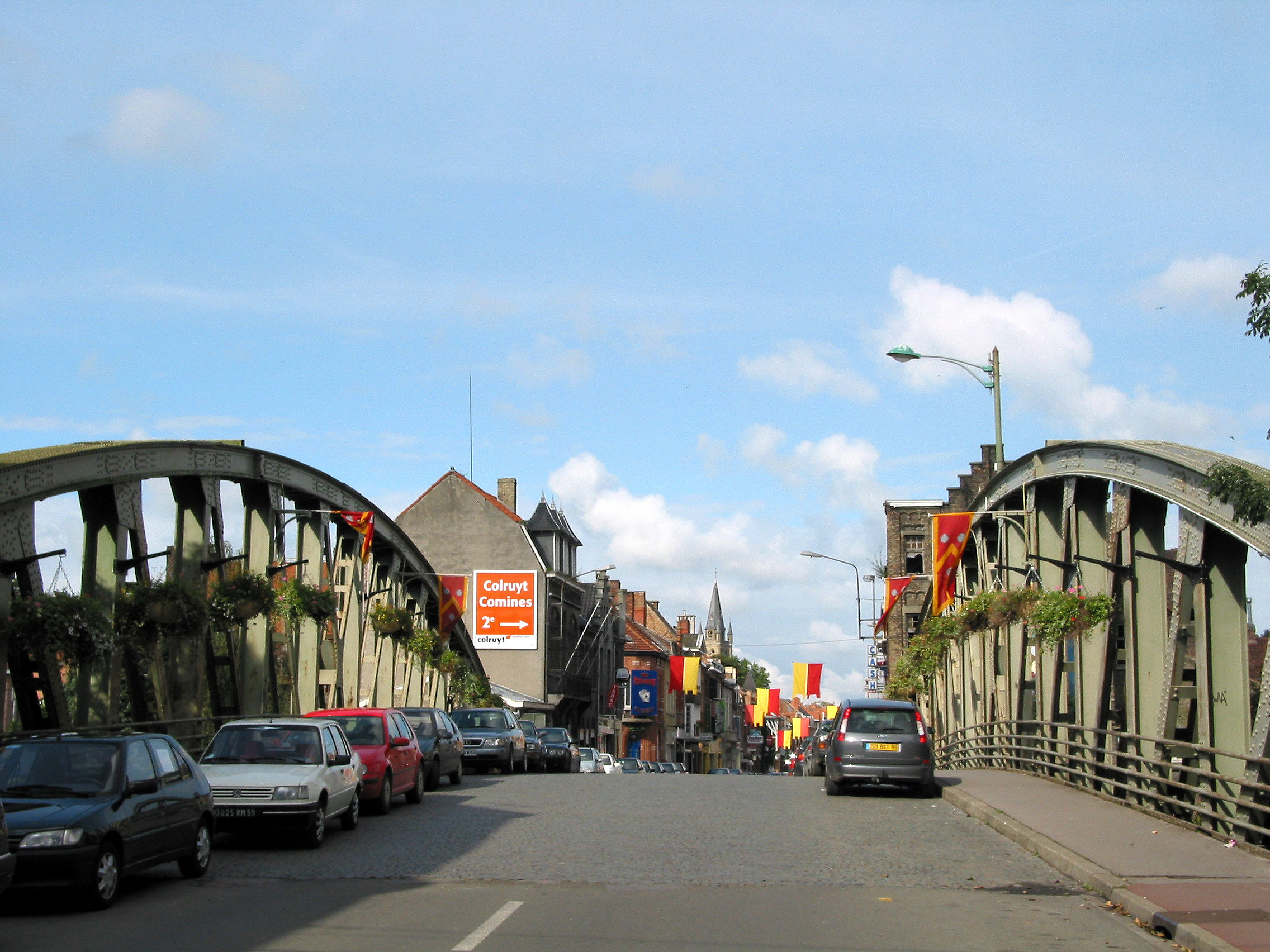
Comines-Warneton (Bélgica), vista de la calle del Fuerte y del puente sobre el Lys desde Comines (Francia).

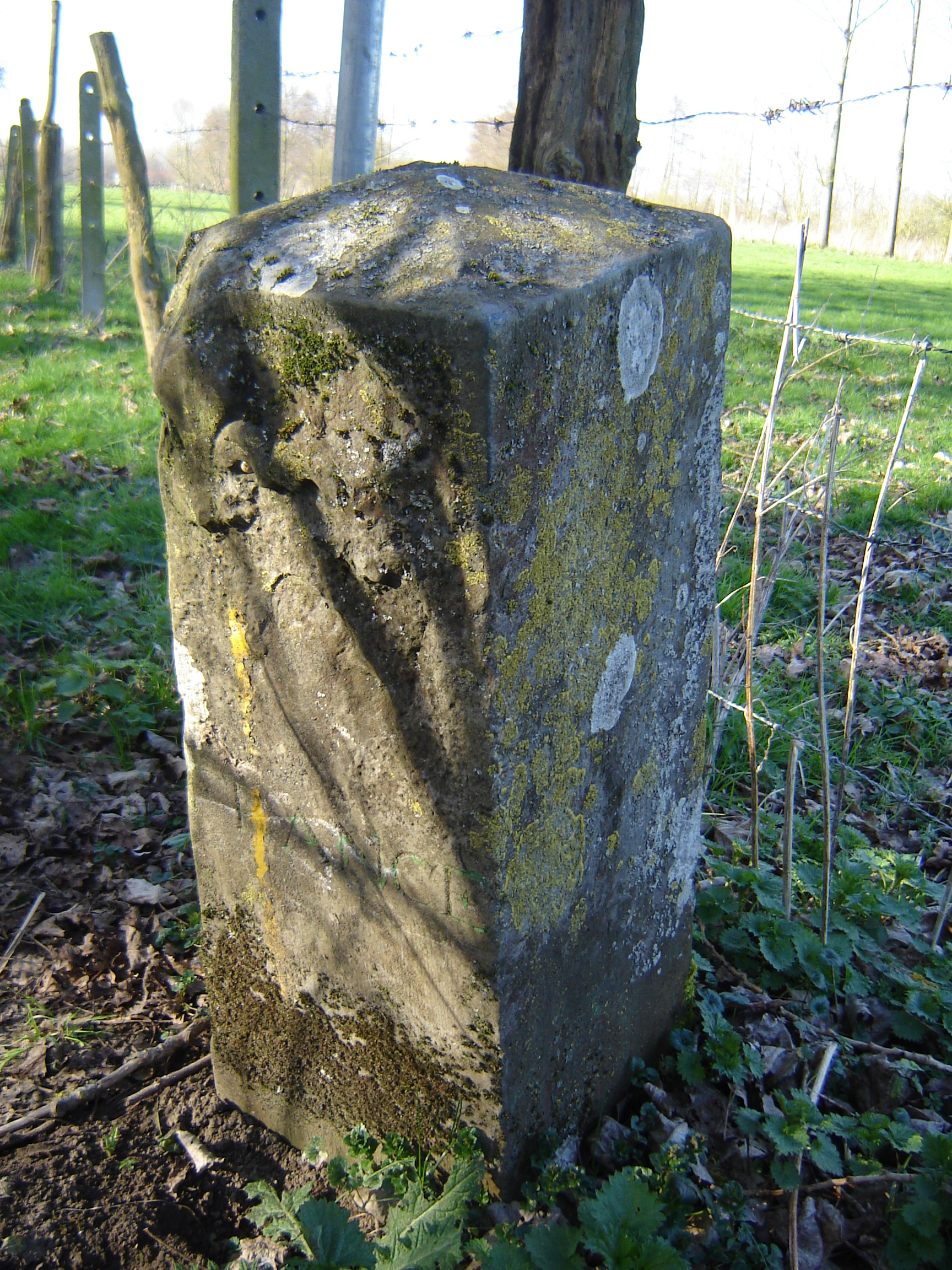
Hito fronterizo entre Bléharies (Bélgica) y Maulde (Francia).

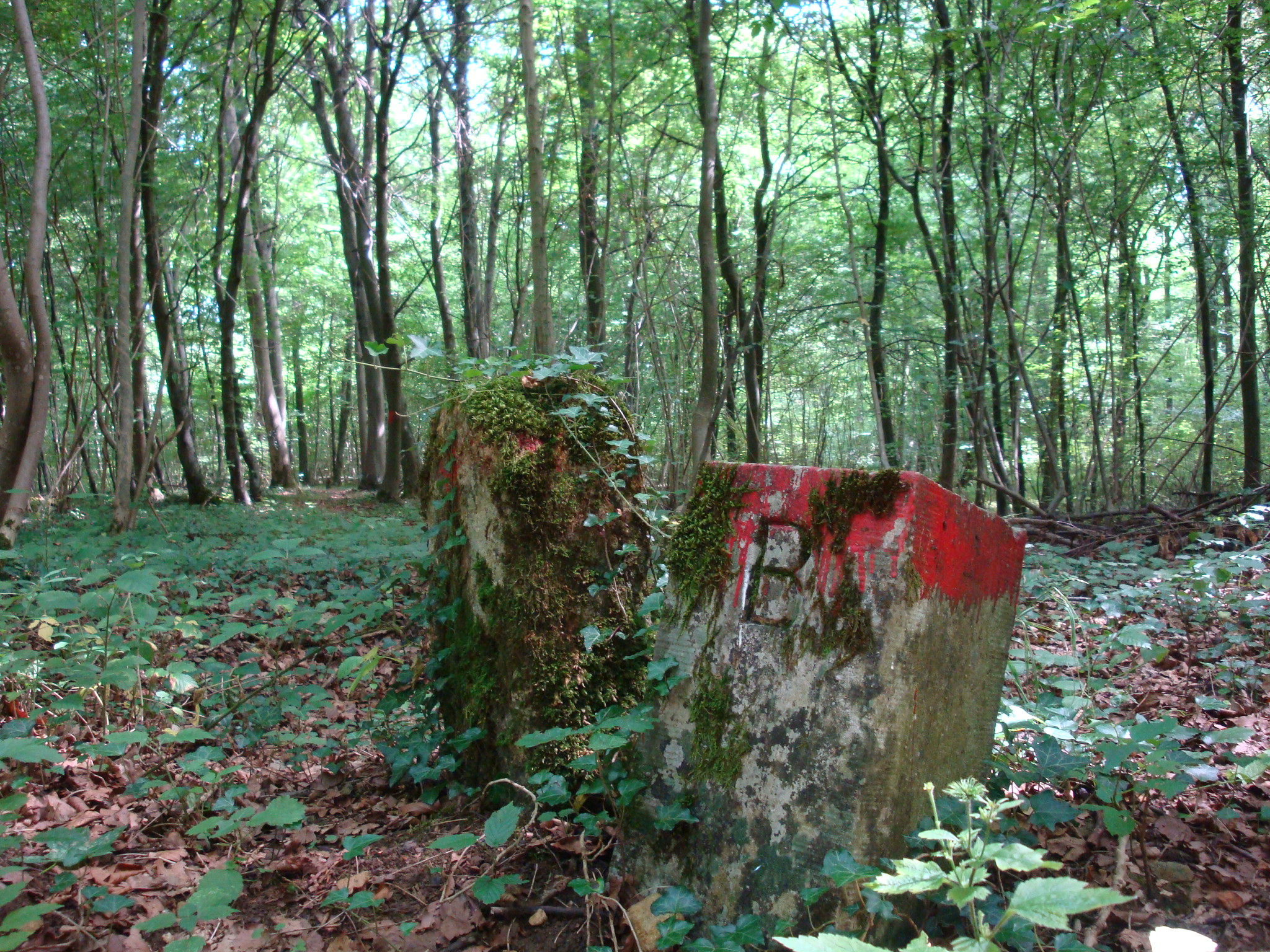
Hito fronterizo en proximidad de Longwy (Francia)

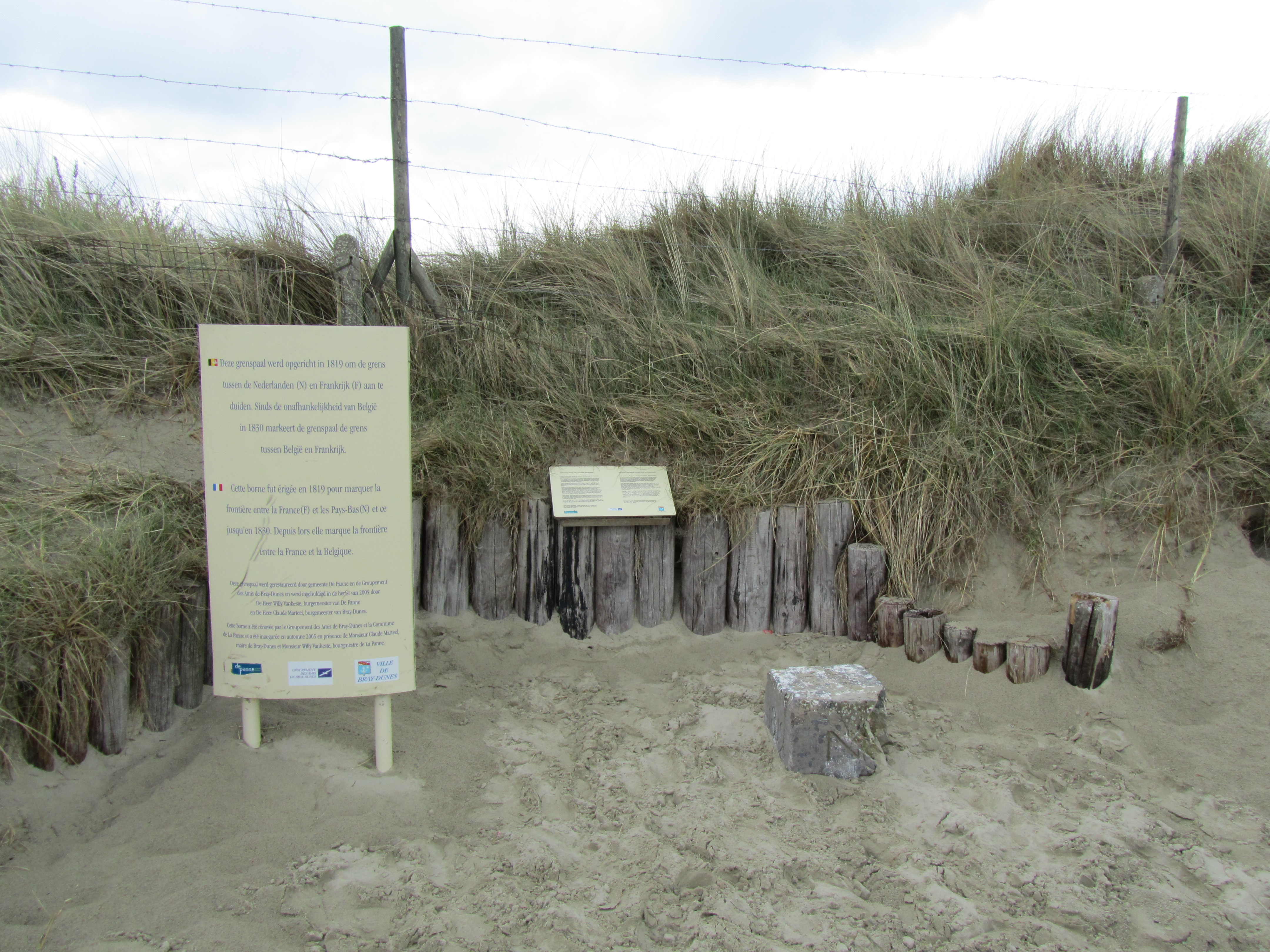
Hito fronterizo más septentrional entre Francia y Bélgica. Está ubicada al borde de la playa, entre Bray-Dunes (Francia) y La Panne (Bélgica)

La frontera franco-belga se extiende sobre 620 km, al norte de Francia y al suroeste de Bélgica. Es la segunda más larga frontera terrestre de la Francia metropolitana después de la frontera con España (más larga por 3 km). Esencialmente es una llanura y su altitud no sobresale más de 450 metros en su punto más elevado sobre la meseta de las Ardenas, no corresponde a ningún límite natural, aparte del Lys entre Armentières y Comines-Warneton.
Inicia al oeste sobre mar del Norte al nivel de La Panne en Bélgica y de Bray-Dunes en Francia.
La frontera sigue luego una dirección general hacia el sudeste, hasta el trifinio entre Bélgica, Francia y Luxemburgo (49° 32′ 47″ N, 5° 49′ 07″ E) ubicado en los municipios respectivos de Aubange, Mont-San Martín y Pétange.
La frontera separa cuatro provincias belgas (Flandes Occidental, Henao, Namur y Luxemburgo) de dos regiones francesas (Gran Este, Alta Francia) y cinco departamentos (Aisne, Ardenas, Meurthe y Mosela, Mosa y Norte).

## Histórico

### Una génesis compleja
La frontera se puede dividir en varios sectores, de oeste a este:
- La frontera flamenca, de Bray-Dunes a Mouscron. Francia entra en contacto con la Bélgica néerlandofona (salvo Comines-Warneton, enclave francófono). Corresponde al límite de las conquistas de Luis XIV sobre Flandes. El flamenco es también una lengua regional francesa en este sector.

- La frontera entre el Henao francés y el Henao belga, de Mouscron a los confines de los departamentos del Norte y de Aisne. Francia entra en contacto con la Bélgica francófona. Se trata allí todavía del límite de las conquistas de Luis XIV sobre los Países Bajos Españoles, hasta 1678.

- La frontera thierachina y ardenesa, de Fourmies a Rocroi, que ha variado mucho y que estuvo fijada por el segundo Tratado de París de 1815. Francia perdió en ete momento un pequeño territorio además de numerosas posiciones estratégicas (Philippeville, Mariembourg, Chimay, Couvin)

- La punta de Givet, marcando la voluntad de los reyes de Francia de implantarse en el valle del Mosa.[cita requerida]

- La frontera con la provincia de Luxemburgo, marcada por la historia particular de esta región (Ver historia de Luxemburgo).

### Resumen
Bélgica hizo secesión del Reino Unido de los Países Bajos durante la Revolución belga en 1830. Esta secesión fue reconocida en 1839 y la frontera entre Bélgica y Francia data de esta época.
El trazado de la frontera deriva límites que han sido precisado por el Tratado de Límites (Tratado de Courtrai) del 28 de marzo de 1820 firmado entre los Reinos de Francia y de Países Bajos. Retoma varios trazados precedentes, entre varios países que desaparecieron en 1830:
- Entre La Panne/Bray-Dunes y Poperinge/Godewaersvelde:

1697, por el tratado de Rijswijk entre el Reino de Francia y los Países Bajos Españoles (posesión del rey de España)
- Entre Locre/Bailleul y Comines:

1713, por el tratado de Utrecht entre el reino de Francia y los Países Bajos austríacos
- Entre Menin/Tourcoing y Mons/Maubeuge :

1697, por el tratado de Rijswijk entre el Reino de Francia y los Países Bajos Españoles
- Entre Binche/Maubeuge y Chimay/Fourmies :

1678, por el tratado de Nimega entre el Reino de Francia y las Provincias Unidas
- Entre Couvin/Revin y Agimont/Givet :

1678, por el tratado de Nimega entre el Reino de Francia y el Principado de Lieja
- Entre Hastière/Givet y Aubange/Longwy :

1697, por el tratado de Rijswijk entre Francia y los Países Bajos Españoles

### Quiévrain externo
La expresión "Quiévrain externo" es utilizada en Francia para designar a Bélgica. Contrariamente a expresiones más antiguas y más utilizadas como "Mancha externa" (para el Reino Unido) o de "Rin externo" (para Alemania) que designa la geografía natural de la frontera, "Quiévrain externo" hace referencia de modo humorístico a la ciudad fronteriza belga de Quiévrain, antiguo punto de paso ferroviario entre ambos países. En el siglo XX hasta la Primera Guerra Mundial, Quiévrain resguardaba la estación fronteriza de la línea París-Bruselas. Los trenes se arrestaban y los viajeros estaban sujetos al control de la aduana, instalada en una ala del edificio. Pasada la estación, se estaba «afuera de Quiévrain».
Por simetría, la expresión es utilizada igualmente en Bélgica para designar a Francia.

## La frontera hoy
La frontera terrestre entre Bélgica y Francia se extiende sobre más de 620 kilómetros y se compone en dos partes:
Una frontera entre la región flamenca y Francia poco extendida que es contigua al departamento francés de Norte. Esta frontera no es  continúa porque el municipio de Comines-Warneton en la región valona está enclavado entre Francia y la región flamenca.
Una frontera entre la región valona y Francia que forma la mayor parte de la frontera terrestre entre ambos países.
La frontera se encuentra dentro del espacio Schengen, por eso no se realiza ningún control a la frontera. No obstante, el 23 de febrero de 2016, debido a la crisis migratoria en Europa y de la posibilidad del desmantelamiento de la "Jungla" de Calais, Bélgica decidió restablecer temporalmente el control a las fronteras.